# アメリカ海軍のコンピュータ
本項では、アメリカ海軍のコンピュータについて述べる。

## メインフレーム
アメリカ海軍において、デジタルコンピュータを用いたシステムの艦載化という点では海軍戦術情報システム（NTDS）が端緒となり、1961年10月よりCP-642コンピュータを用いたシステムが洋上試験に供されたのち、1963年3月には艦隊配備が承認された。同システムで用いられるメインフレームとしては、まもなく改良型のCP-642Bが登場したのち、1969年にはAN/UYK-7、また1983年にはAN/UYK-43と、順次に新型機が投入されていった。
しかしAN/UYK-43は海軍が制式採用した最後のメインフレーム型コンピュータとなり、1990年代中盤からはAN/UYQ-70ワークステーションの導入による商用オフザシェルフ（COTS）化と分散コンピューティング化が進められていった。イージスシステム（AWS）ベースライン7でUYK-43が全廃されると、UYQ-70と共通化した設計のサーバ用ホストマシンとしてMCE（Mission Critical Enclosures）を導入したほか、ベースライン9ではCPS（Common Processing System）も導入された。

## ミニコンピュータ

### ANシリーズ
AN/UYK-7の配備と並行して、より手軽に使用できるミニコンピュータを開発するためのAADC（All Applications Digital Computer）計画が進められていたが、後に艦上用としてはAN/UYK-20が導入され、1974年より量産機の納入が開始されたことから、AADC計画は機上用のみを対象とするよう方針転換してAN/AYK-14として結実し、1976年より納入を開始した。また1983年からは、AN/UYK-20の後継としてAN/UYK-44の納入が開始された。

### Mkシリーズ
武器局 (BuOrd) およびその後継組織である海軍武器システム・コマンド（NavOrd）では、主に射撃計算機などとして使用するミニコンピュータに対して独自の制式番号を付与している。その端緒となったのがMk.37方位盤で用いられたMk.1だが、これは、機械式のアナログ計算機を用いていた射撃盤をもとに、電子式のアナログコンピュータを使うように再設計したものであった。
- Mk.42 - Mk.56 砲射撃指揮装置で用いられたアナログコンピュータ[9]。
- Mk.47 - Mk.68 砲射撃指揮装置で用いられたアナログコンピュータ[9]。
- Mk.116 - Mk.47を補完して、星弾の射撃を指揮するためのコンピュータ[9]。
- Mk.118 - Mk.74 ミサイル射撃指揮装置で用いられたアナログコンピュータ[9]。
- Mk.119 - Mk.76 ミサイル射撃指揮装置で用いられたアナログコンピュータ[9]。
- Mk.152 - UNIVAC 1219デジタルコンピュータの米海軍仕様であり、CP-848/UYKとも称された[3]。Mk.74 ミサイル射撃指揮装置をデジタル化する際に導入されたほか、Mk.86 砲射撃指揮装置でも採用された[3]。
- Mk.157 - コングスベルグ社のSM-3デジタルコンピュータの米海軍仕様であり、RIM-7Mミサイルおよびこれを管制するMk.91 ミサイル射撃指揮装置で導入された[11]。
- Mk.160 - 艦砲の射撃計算用デジタルコンピュータ[9]。AN/UYK-20やAN/UYK-44と連接しても用いられる[9]。

## ワークステーション

### ANシリーズ
上記の通り、AN/UYQ-70ワークステーションの導入とともにCOTS化と分散コンピューティング化が進められていった。従来のシステムは集中型で、情報処理はメインフレームやミニコンピュータで行い、端末はこれを操作するとともに結果を表示するためのコンソールに過ぎなかったのに対し、AN/UYQ-70ではコンソールにも情報処理能力が付与されたワークステーションとなった。

### 民生品

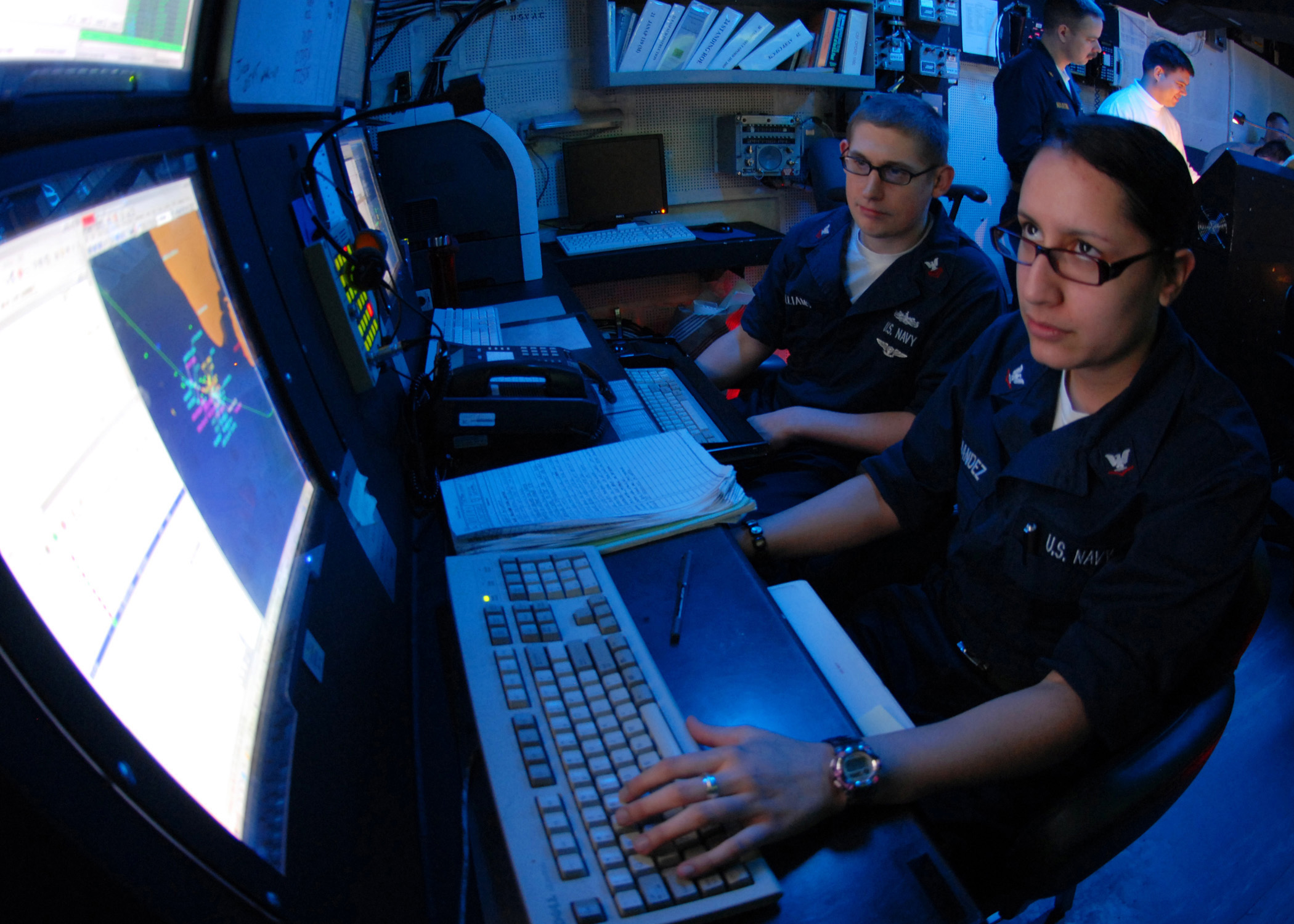
GCCS-Mの端末。

1970年代、アメリカ海軍の一部では、ヒューレット・パッカード（HP）社製のプログラム電卓によって、潜水艦捜索計画などの立案を行なうことが試みられていた。当時、既にもっと大掛かりで高性能な戦術情報処理装置は配備されていたが、軍用仕様（MIL規格）に準拠したそれらの情報処理装置より、低性能ではあっても柔軟性に優れたHP社製の電卓のほうが優れていた状況もしばしば発生した。後に高性能なHP 9020コンピュータを用いて、これら既開発の計算機用プログラムを統合して実行できるようにしたJOTS Iが開発され、1984年7月には、HP 9020A/C（モデル500）コンピュータはDTC-1（Desktop Tactical Computer - 1）として制式採用された。
その後、JOTS IIに発展するとDTC-2が用いられることが多くなったが、これはSun-4/110のアメリカ海軍仕様で、32ビットのSPARCを用いていた。またその後も、TAC-3（Tactical Advanced Computer - 3）やTAC-4など、順次に民生品のワークステーションの導入が図られている。